# Pierre Mazaud
Pour les articles homonymes, voir Mazaud.
Pour l’article ayant un titre homophone, voir Pierre Mazeaud.
Pierre Mazaud, né le 19 juillet 1888 à Saint-Girons (Ariège) et mort le 7 décembre 1956 dans la même ville, est un homme politique français.

## Biographie
Médecin, il avait auparavant obtenu son diplôme de pharmacien. Il est maire de Saint-Girons de 1925 à 1940, conseiller général du canton de Saint-Girons de 1926 à 1940 et député de l'Ariège de 1930 à 1932, inscrit au groupe SFIO. 

## Hommage
Une rue au centre de Saint-Girons porte son nom. 